# يان كارنيل
يان كارنيل (بالإنجليزية: Ian Carnell)‏ هو موظف مدني أسترالي، ولد في 24 أكتوبر 1955 في ملبورن في أستراليا.